# Cruz de Ataque
Cruz de Ataque är en ort i Mexiko.   Den ligger i kommunen Huayacocotla och delstaten Veracruz, i den sydöstra delen av landet, 130 km nordost om huvudstaden Mexico City. Cruz de Ataque ligger 2 569 meter över havet och antalet invånare är 244.
Terrängen runt Cruz de Ataque är kuperad åt sydväst, men åt nordost är den bergig. Cruz de Ataque ligger uppe på en höjd. Runt Cruz de Ataque är det ganska glesbefolkat, med 47 invånare per kvadratkilometer. Närmaste större samhälle är Carbonero Jacales, 3,7 km väster om Cruz de Ataque. I omgivningarna runt Cruz de Ataque växer i huvudsak blandskog.